# Peter-und-Paul-Kapelle (Hatterath)

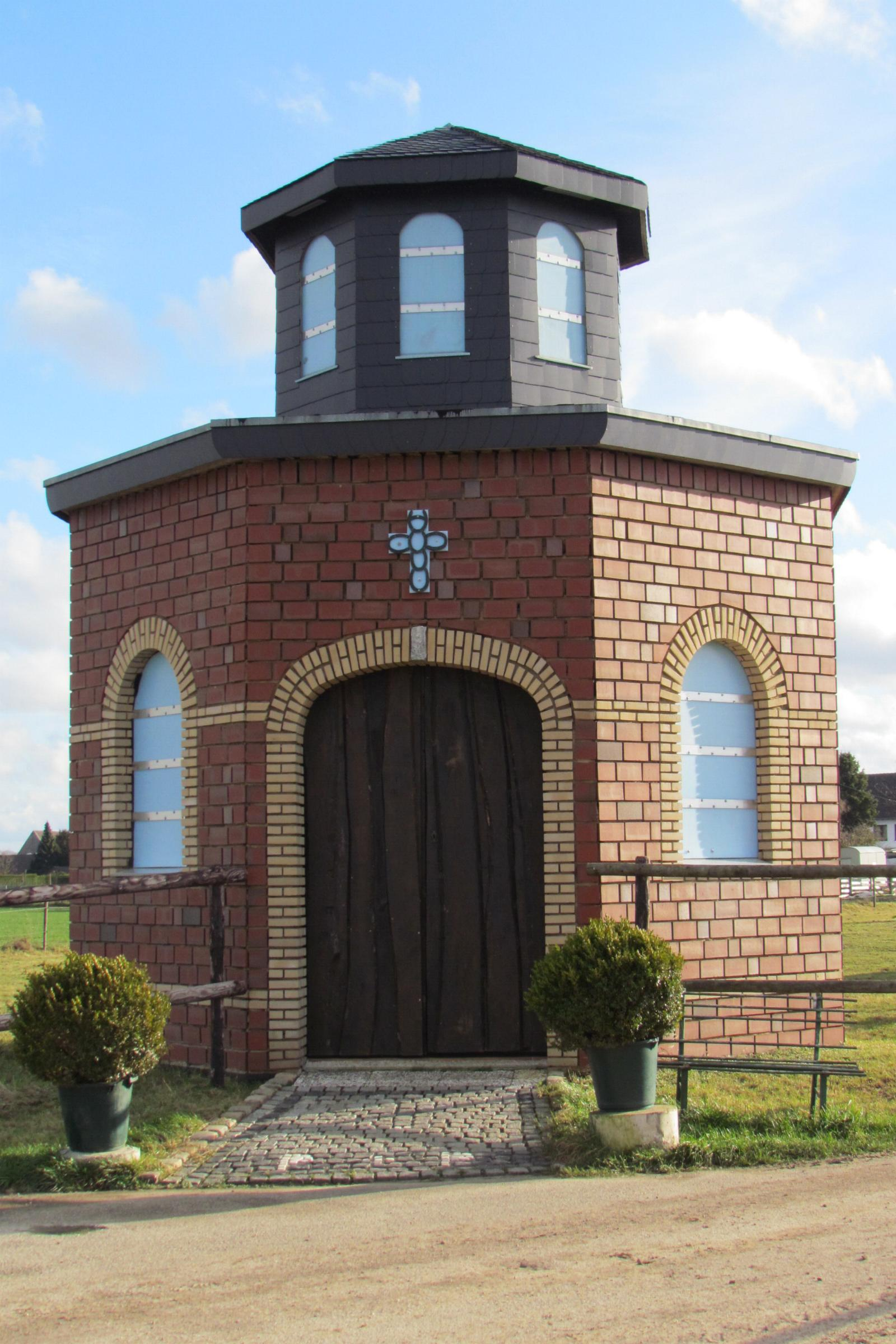
Frontansicht

Die römisch-katholische Kapelle Peter und Paul befindet sich im Ortsteil Hatterath in der Stadt Geilenkirchen in Nordrhein-Westfalen.

## Lage
Die Kapelle hat ihren Standort auf einem Privatgrundstück am Salzweg in der Ortschaft Hatterath. Sie steht an einer Wegekreuzung und ist täglich geöffnet.

## Geschichte
Im Jahre 2010 trugen Irma und Peter Biermanns in Hatterath die Königswürde der St.-Peter-und-Paul-Schützenbruderschaft. Sie hatten die Idee, aus Dankbarkeit mit ihren beiden Söhnen aus privaten Mitteln eine Kapelle zu errichten. Zusammen mit Freunden der Familie entstand ein in Oktogon-Form gebautes Bauwerk. Am 29. Juni 2011, dem Peter-und-Paul-Tag, wurde die Kapelle in einer Feierstunde gesegnet und ihrer Bestimmung übergeben.

## Architektur
Die Peter-und-Paul-Kapelle ist ein kleiner Backsteinbau in Oktogon-Form. Eingang und Fenster sind mit Rundbogen versehen. Im Inneren hängt in der Mitte des Raumes ein Kruzifix mit einem großen runden Kerzenhalter. Ein Tisch und ein Lesepult sowie zahlreiche Kerzenträger sind aus Hufeisen angefertigt und zieren den Raum.

## Galerie

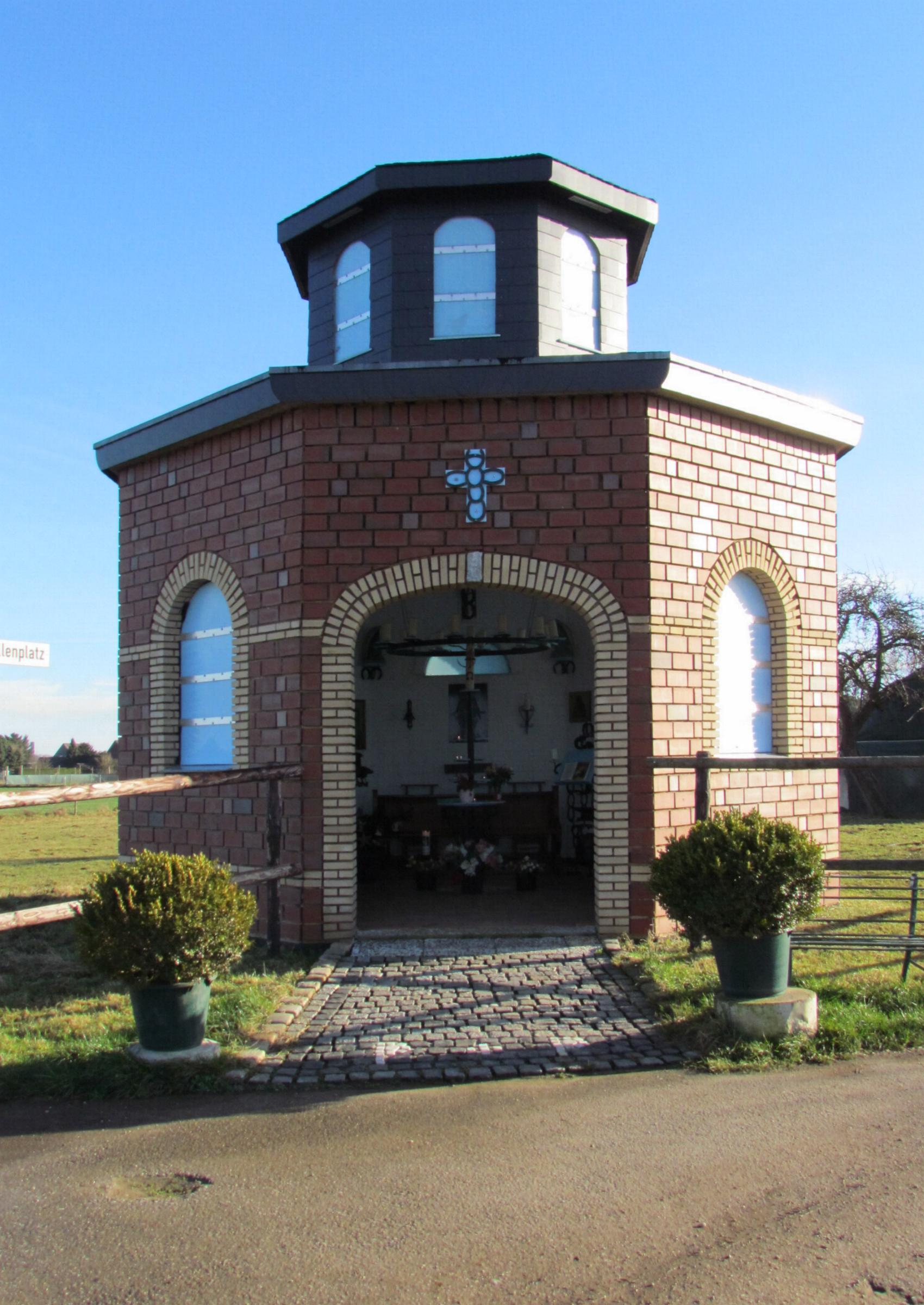
Geöffnete Kapelle
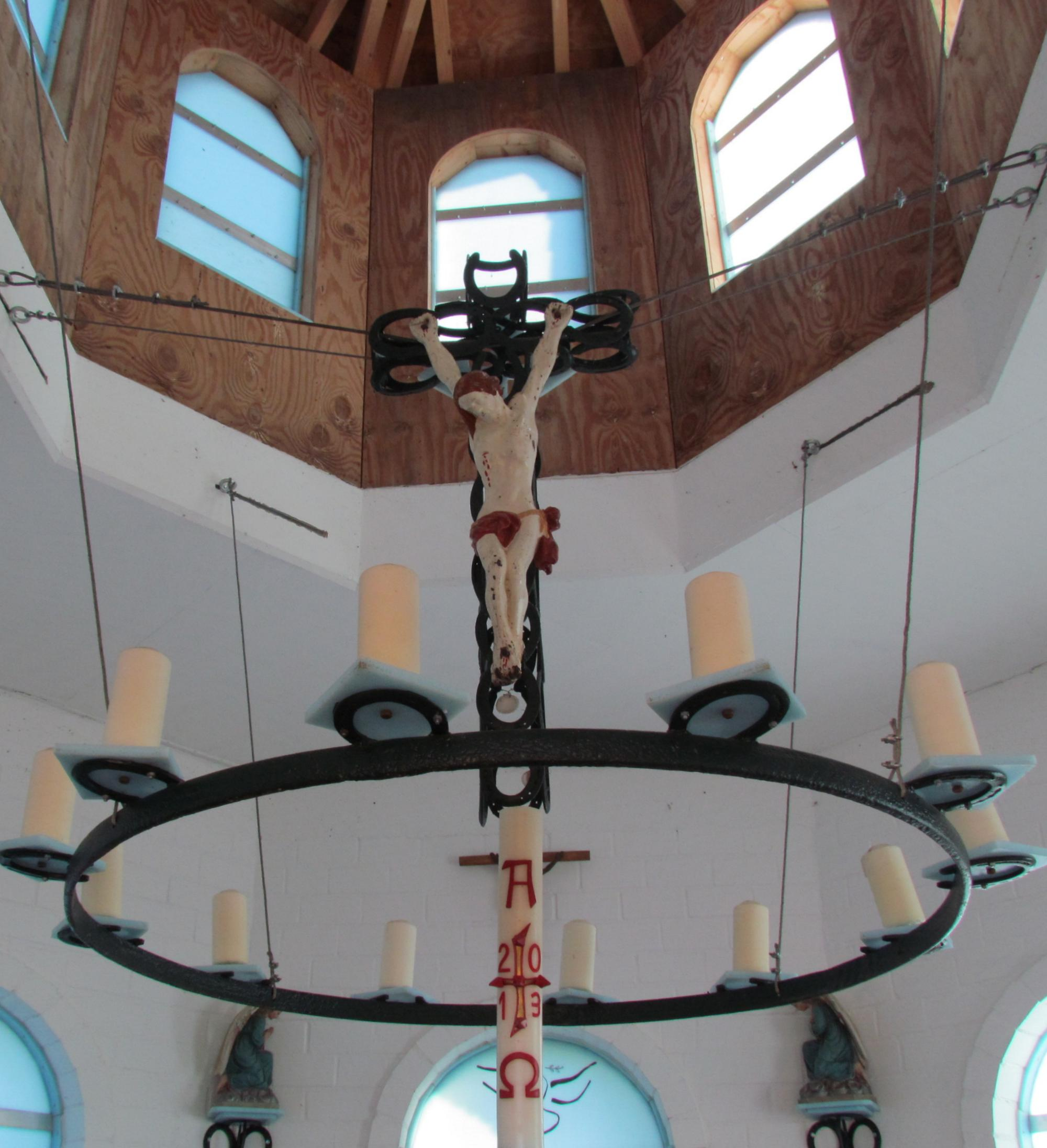
Kruzifix und Kerzenhalter
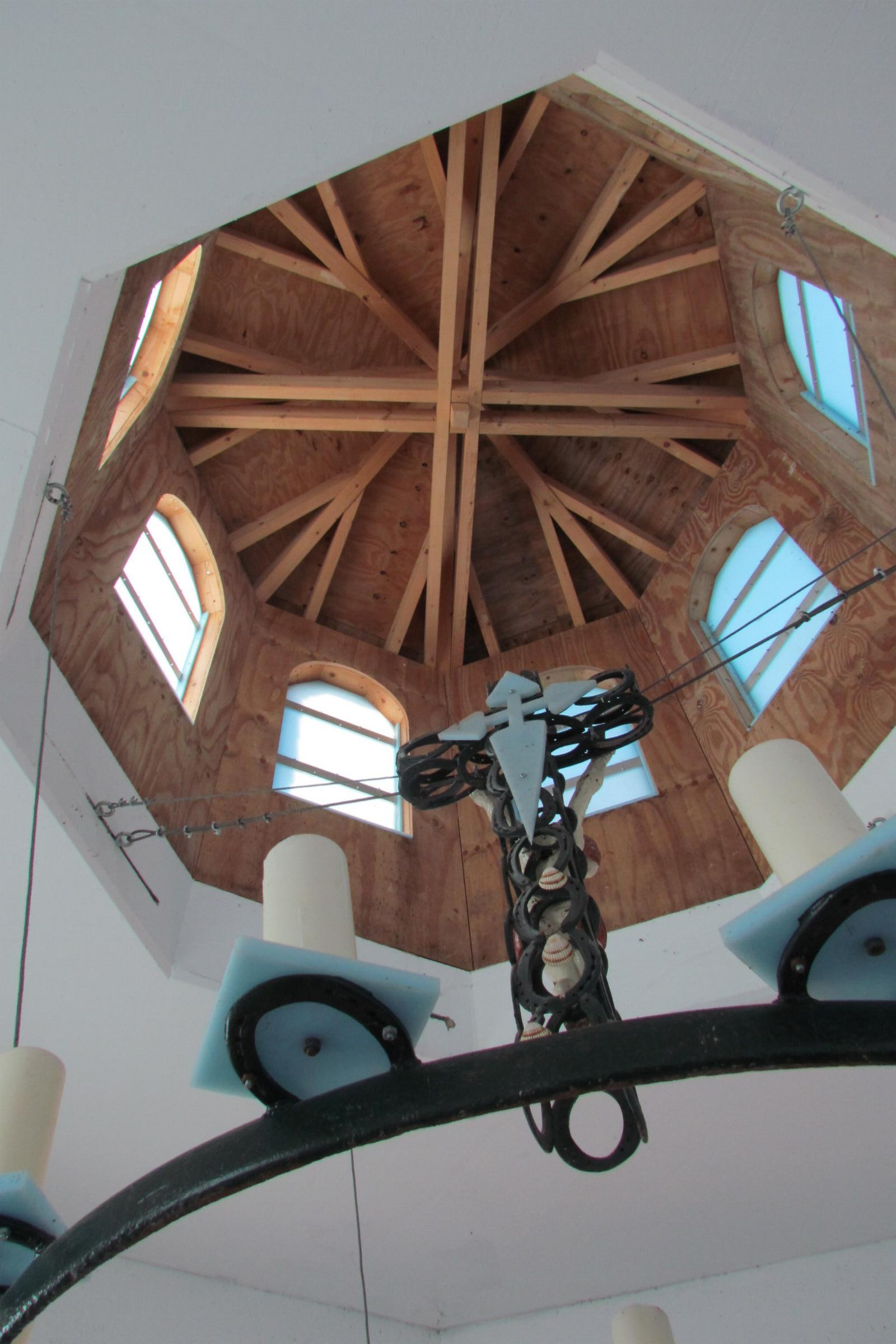
Dachkonstruktion
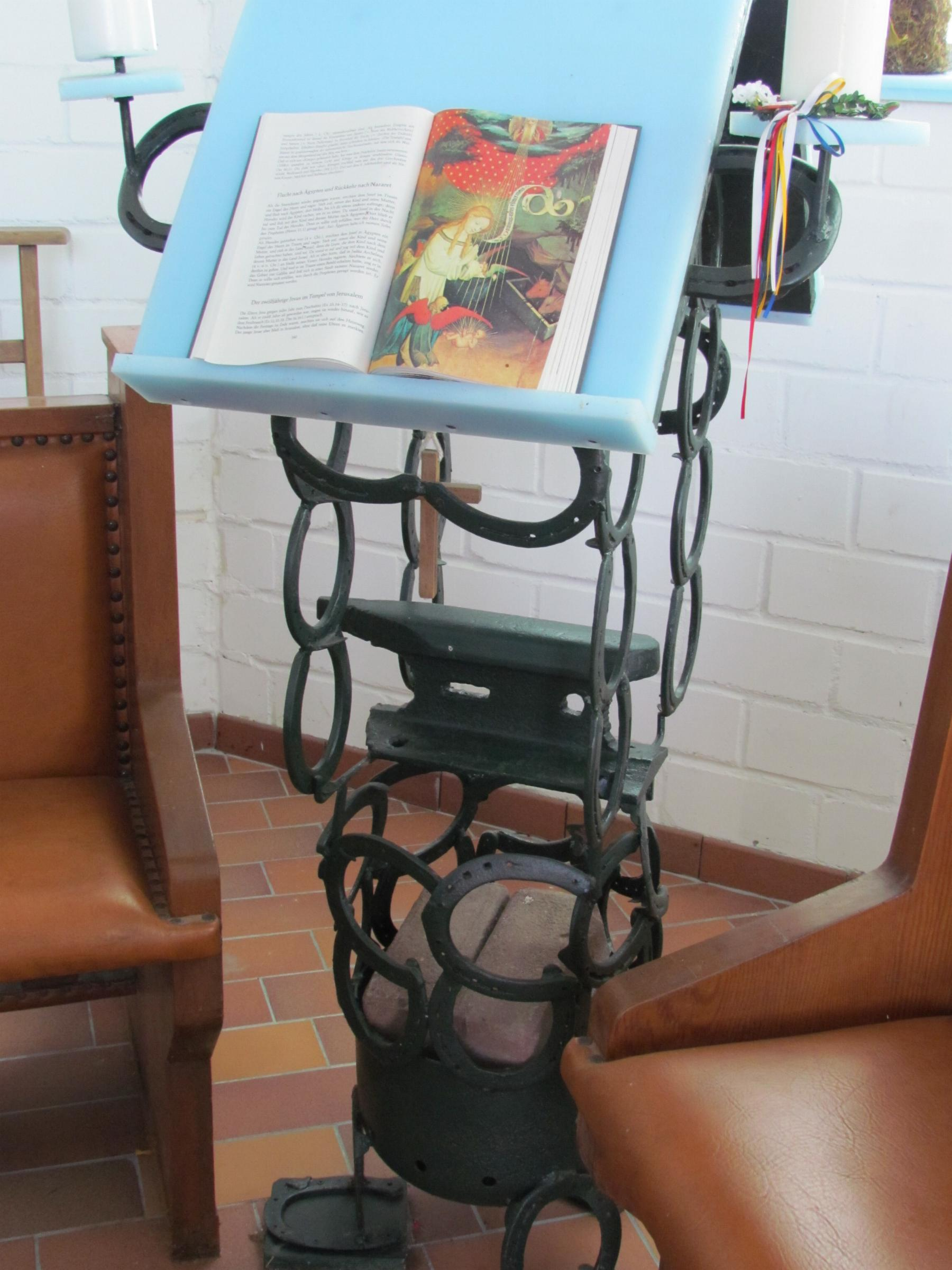
Lesepult
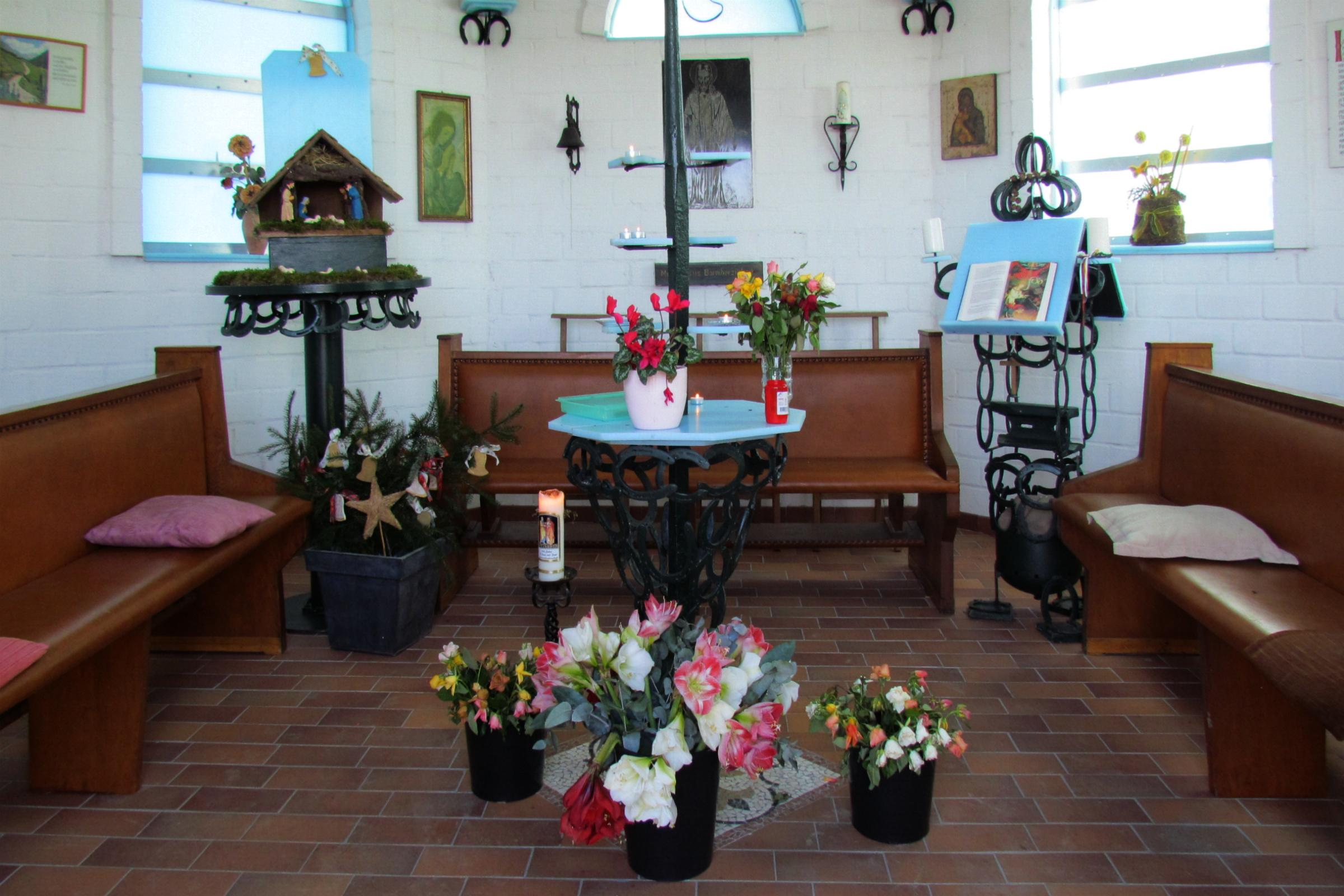
Innenansicht
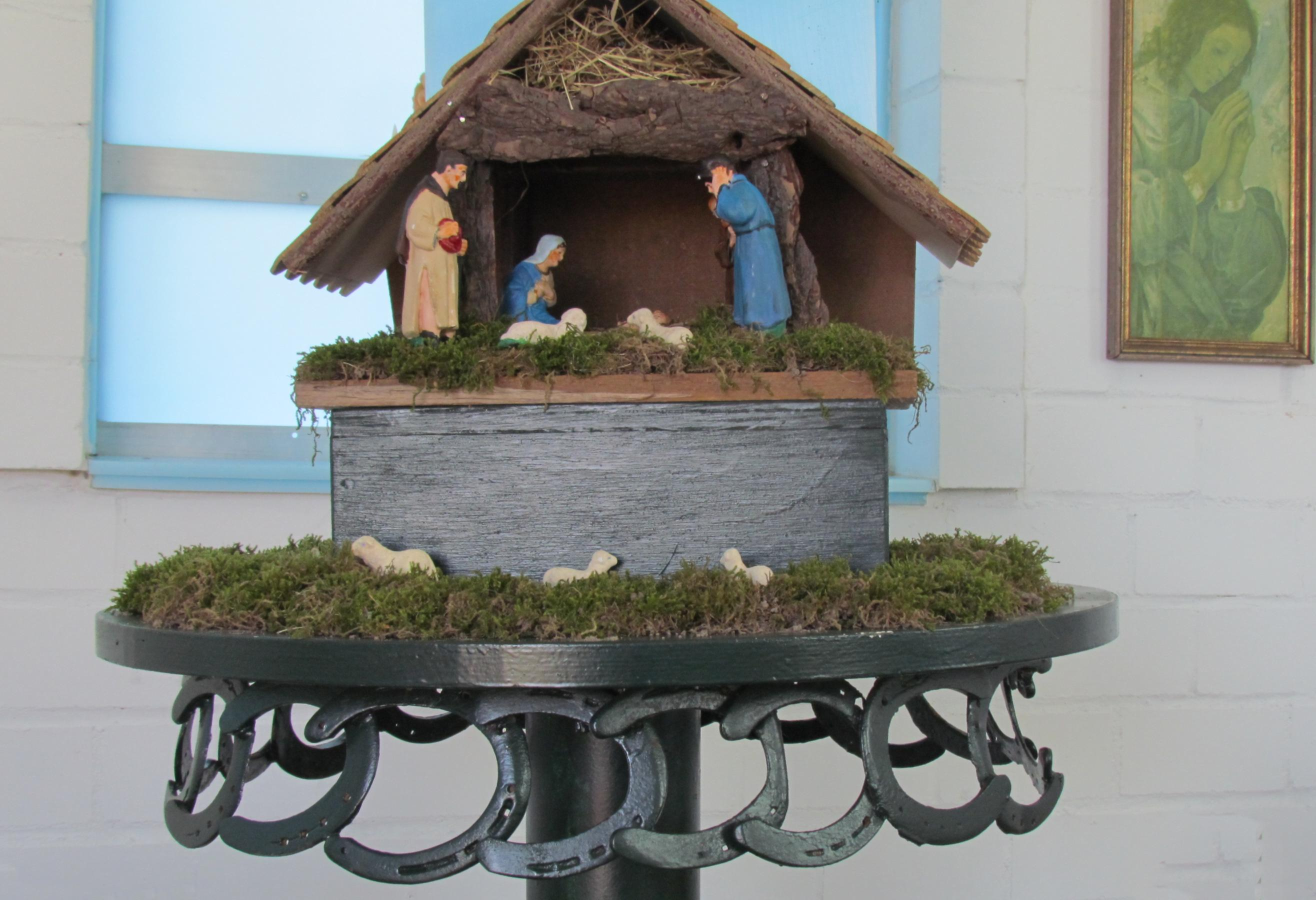
Weihnachtskrippe